# Міс Італія (фільм)
«Міс Італія» («Miss Italia») — італійська кінокомедія 1950 року, знята режисером Дуїліо Колетті, з Джиною Лоллобриджидою у головних ролях.

## Сюжет
Журналіст вирішує зробити репортаж про претенденток на звання «Міс Італія», для чого опитує кожну дівчину про причини, що спонукали її на участь у конкурсі. Несподівано до сюжету додається детективна інтрига, для вирішення якої доводиться платити життям.

## У ролях
- Джина Лоллобриджида: Лізетта Міннечі
- Річард Ней: Массімо Лега
- Констанс Даулінг: Ліллі
- Луїза Россі: Габріелла
- Карло Кампаніні: дон Фернандо
- Луїджі Альміранте: кавалер Міннечі
- Умберто Мелнаті: режисер «Fotoromanzo»
- Маріса Вернаті: Стена Ранді
- Маріо Бесесті: мер Фавареллі
- Міно Доро: Гвіді
- Лілія Ланді: Карла
- Карло Гінтерманн: Лівіо Тоші
- Мірелла Уберті: Лючія
- Антоніо Джува: Маріо Вергані
- Барбара Лейте: Надя
- Діна Пербелліні: пані Фавареллі
- Одоардо Спадаро: церемоніймейстер
- Джузеппе П'єроцці: Марко
- Енріко Лузі: священик
- Сільвіо Баголіні: фотограф «Fotoromanzo»

## Знімальна група
- Режисер: Дуїліо Колетті
- Сценарій: Вітторіо Ніно Новарезе, Фульвіо Пальмієрі
- Продюсер: Антоніо Мамбретті, Карло Понті
- Оператор: Маріо Бава
- Композитор: Феліче Монтаньїні
- Художник: П'єро Герарді
- Монтаж: Маріо Серандей